# Hawes
Pour les articles homonymes, voir Hawes (homonymie).
Hawes est une petite ville et une paroisse civile du Yorkshire du Nord, en Angleterre. Elle est située dans le Wensleydale, la vallée de la rivière Ure, à 50 km à l'ouest de la ville de Northallerton, siège du comté. Administrativement, elle dépend du district du Richmondshire. Au moment du recensement de 2011, elle comptait 1 137 habitants.
La ville abrite notamment une crèmerie produisant le fromage Wensleydale. L'église paroissiale, reconstruite au milieu du XIXe siècle, est un monument classé de Grade II.